# 117652 Joséaponte
117652 Joséaponte è un asteroide della fascia principale. Scoperto nel 2005, presenta un'orbita caratterizzata da un semiasse maggiore pari a 2,5660850 UA e da un'eccentricità di 0,0674361, inclinata di 8,18473° rispetto all'eclittica.